# Кастельпото
Кастельпото (итал. Castelpoto) — коммуна в Италии, располагается в регионе Кампания, в провинции Беневенто.
Население составляет 1473 человека (2008 г.), плотность населения составляет 134 чел./км². Занимает площадь 11 км². Почтовый индекс — 82030. Телефонный код — 0824.
Покровителями коммуны почитаются святитель Николай Мирликийский, чудотворец, празднование 6 декабря, и святой Констанц, празднование 14 мая.

## Демография
Динамика населения:

## Администрация коммуны
- Официальный сайт: https://web.archive.org/web/20090515122359/http://castelpoto.asmenet.it/